# Judi West
Judi West (15 dicembre 1942) è un'attrice statunitense.

## Biografia
Dopo un inizio in televisione, ha debuttato al cinema nel film Non per soldi... ma per denaro in cui interpreta la moglie di Jack Lemmon.
È stata sposata dal 1971 al 1979 con l'attore John Rubinstein da cui ha avuto due figli, tra cui l'attore Michael Weston.

## Filmografia parziale
- Non per soldi... ma per denaro (The Fortune Cookie), regia di Billy Wilder (1966)
- La donna, il sesso e il superuomo, regia di Sergio Spina (1967)
- Quando l'alba si tinge di rosso (A Man Called Gannon), regia di James Goldstone (1969)